# بطولة يونغتشوان الدولية
بطولة يونغتشوان الدولية ( (بالصينية: 永川国际女子足球邀请赛) ) هي بطولة كرة قدم نسائية يتم دعوة منتخبات لها، نشأت في بطولة كرة قدم نسائية أخرى في بطولة الأمم الأربع . تقام سنويا في أكتوبر في منطقة يونغتشوان  ، تشونغتشينغ، الصين.

## تاريخ البطولة
أقيمت بطولة الأمم الأربعة في قوانغتشو سنويًا قبل عام 2010. عندما تخلت قوانغتشو عن استضافة البطولة بسبب الاحتفال بدورة الألعاب الآسيوية 2010 ، تم الاتفاق على منطقة يونغتشوان في تشونغتشينغ لتولي الاستضافة مباشرة من قبل الاتحاد الصيني لكرة القدم (CFA).  استضافت البطولة يونغ تشوان بين يناير 2011 ويناير 2014. في عام 2015 ، مع الأخذ في الاعتبار التحضير الأفضل لكأس العالم للسيدات 2015 ، نقل الصيني لكرة القدم البطولة إلى مدينة شنجن في جنوب الصين ، التي كانت أقرب إلى قاعدة التدريب الشتوية لفريق كرة القدم الوطني الصيني للسيدات في قوانغتشو. تم تعيين بطولة Yongchuan الدولية كتعويض.  تمت دعوة إنجلترا وأستراليا إلى النسخة الافتتاحية في أكتوبر 2015. 

## سجل البطولة
| البطولة | العام       | المستضيف   | الفائز     | الوصيف           | المكان الثالث | المركز الرابع |
| ------- | ----------- | ---------- | ---------- | ---------------- | ------------- | ------------- |
| 1       | 2015 تفاصيل | تشونغتشينغ | · الصين    | · إنجلترا        | · أستراليا    |               |
| 2       | 2016 تفاصيل | تشونغتشينغ | · الصين    | · الدنمارك       | · آيسلندا     | · أوزبكستان   |
| 3       | 2017 تفاصيل | تشونغتشينغ | · البرازيل | · كوريا الشمالية | · الصين       | · المكسيك ·   |
| 4       | 2018 تفاصيل | تشونغتشينغ | · الصين    | · البرتغال       | · فنلندا      | · تايلاند     |
| 5       | 2019 تفاصيل | تشونغتشينغ | · الصين    | · البرازيل       | · كندا        | · نيوزيلندا   |

## إحصاءات عامة
آخر تحديث 2019.

## الجوائز
| العام | أفضل هداف                          | الأهداف | أفضل حارس مرمى  | أفضل لاعب   |
| ----- | ---------------------------------- | ------- | --------------- | ----------- |
| 2015  | وانغ شوانغ                         | 2       | كارين باردسلي   | لي دونجنا   |
| 2016  | يانغ لي                            | 4       | لم تمنح         | رن جويكسين  |
| 2017  | مارتا                              | 4       | لم تمنح         | وانغ شانشان |
| 2018  | كارولينا مينديز                    | 3       | باتريسيا مورايس | قو ياشا     |
| 2019  | بيا زانيراتو جانين بيكي وانغ شوانغ | 2       | لم تمنح         | وانغ شوانغ  |

## أنظر أيضا
- بطولة الأمم الأربع
- كأس الغارف
- بطولة الامم
- كأس شيبيليفز
- كأس قبرص للسيدات
- كأس تركيا للسيدات
- كأس الصين